# Vuelta a Burgos 2016
La 38.ª edición de la competición ciclista Vuelta a Burgos se celebró en España entre el 2 y el 6 de agosto de 2016 sobre un recorrido de 674,72 kilómetros dividido en 5 etapas, con inicio en Sasamón y final en las Lagunas de Neila.
La prueba hizo parte del UCI Europe Tour 2016 dentro de la categoría 2.HC (máxima categoría de estos circuitos).
La carrera fue ganada por el corredor Alberto Contador del equipo Tinkoff, en segundo lugar Ben Hermans (BMC Racing Team) y en tercer lugar Sergio Pardilla (Caja Rural-Seguros RGA).

## Equipos participantes
Tomaron parte en la carrera 21 equipos: 13 de categoría UCI ProTeam invitados por la organización; 6 de categoría Profesional Continental; y 2 de categoría Continental. Formando así un pelotón de 164 ciclistas de los que acabaron 132. Los equipos participantes fueron:
| WorldTeams (13)- AG2R La Mondiale - Astana - BMC Racing Team - Cannondale-Drapac - Etixx-Quick Step - FDJ - Movistar Team - Orica-BikeExchange - Dimension Data - Giant-Alpecin - Katusha - Sky - Tinkoff Equipos continentales profesionales (6)- Caja Rural-Seguros RGA - Topsport Vlaanderen-Baloise - Gazprom-RusVelo - ONE Pro Cycling - Nippo-Vini Fantini - Roompot-Oranje Peloton Equipos continentales (2)- Burgos-BH - Euskadi Basque Country-Murias |
| |

## Etapas
La Vuelta a Burgos dispuso de cinco etapas para un recorrido total de 674,72 kilómetros.
| Etapa     | Fecha    | Recorrido                                            | type                     | Distancia (km) | Ganador          | Líder            |
| --------- | -------- | ---------------------------------------------------- | ------------------------ | -------------- | ---------------- | ---------------- |
| 1.ª etapa | 2 de ago | Sasamón – Melgar de Fernamental                      | etapa llana              | 158            | Danny van Poppel | Danny van Poppel |
| 2.ª etapa | 3 de ago | Burgos – Burgos                                      | contrarreloj por equipos | 10,72          | Astana           | Dmitriy Gruzdev  |
| 3.ª etapa | 4 de ago | Sedano – Villarcayo de Merindad de Castilla la Vieja | etapa escarpada          | 198            | Danny van Poppel | Dmitriy Gruzdev  |
| 4.ª etapa | 5 de ago | Aranda de Duero – Lerma                              | etapa de media montaña   | 145            | Nathan Haas      | Gianni Meersman  |
| 5.ª etapa | 6 de ago | Caleruega – Lagunas de Neila                         | etapa de montaña         | 163            | Sergio Pardilla  | Alberto Contador |

### Etapa 1
| \| Clasificación de la etapa \| Clasificación de la etapa \| Clasificación de la etapa \| Clasificación de la etapa \| Clasificación de la etapa \| \| Ciclista \| Ciclista \| Equipo \| Tiempo \| \| \| ------------------------- \| ------------------------- \| ------------------------- \| ------------------------- \| ------------------------- \| \| 1.º \| Danny van Poppel \| Team Sky \| 3 h 32 min 04 s \| \| \| 2.º \| Jean-Pierre Drucker \| BMC Racing Team \| + 0 s \| \| \| 3.º \| Gianni Meersman \| Etixx-Quick Step \| + 0 s \| \| \| 4.º \| Wouter Wippert \| Cannondale-Drapac \| + 0 s \| \| \| 5.º \| Steele Von Hoff \| ONE Pro Cycling \| + 0 s \| \| |                     |                   |                 |
| |                     |                   |                 |
| Fuente: ProCyclingStats |                     |                   |                 |
| Clasificación de la etapa |                     |                   |                 |
| Ciclista | Ciclista            | Equipo            | Tiempo          |
| 1.º | Danny van Poppel    | Team Sky          | 3 h 32 min 04 s |
| 2.º | Jean-Pierre Drucker | BMC Racing Team   | + 0 s           |
| 3.º | Gianni Meersman     | Etixx-Quick Step  | + 0 s           |
| 4.º | Wouter Wippert      | Cannondale-Drapac | + 0 s           |
| 5.º | Steele Von Hoff     | ONE Pro Cycling   | + 0 s           |

| \| Clasificación general \| Clasificación general \| Clasificación general \| Clasificación general \| Clasificación general \| \| Ciclista \| Ciclista \| Equipo \| Tiempo \| \| \| --------------------- \| --------------------- \| --------------------- \| --------------------- \| --------------------- \| \| 1.º \| Danny van Poppel \| Team Sky \| 3 h 32 min 04 s \| \| \| 2.º \| Jean-Pierre Drucker \| BMC Racing Team \| + 0 s \| \| \| 3.º \| Gianni Meersman \| Etixx-Quick Step \| + 0 s \| \| \| 4.º \| Wouter Wippert \| Cannondale-Drapac \| + 0 s \| \| \| 5.º \| Steele Von Hoff \| ONE Pro Cycling \| + 0 s \| \| |                     |                   |                 |
| |                     |                   |                 |
| Fuente: ProCyclingStats |                     |                   |                 |
| Clasificación general |                     |                   |                 |
| Ciclista | Ciclista            | Equipo            | Tiempo          |
| 1.º | Danny van Poppel    | Team Sky          | 3 h 32 min 04 s |
| 2.º | Jean-Pierre Drucker | BMC Racing Team   | + 0 s           |
| 3.º | Gianni Meersman     | Etixx-Quick Step  | + 0 s           |
| 4.º | Wouter Wippert      | Cannondale-Drapac | + 0 s           |
| 5.º | Steele Von Hoff     | ONE Pro Cycling   | + 0 s           |

### Etapa 2
| \| Clasificación de la etapa \| Clasificación de la etapa \| Clasificación de la etapa \| Clasificación de la etapa \| Clasificación de la etapa \| Clasificación de la etapa \| \| Equipo \| Equipo \| Tiempo \| Diferencia \| Promedio \| \| \| ------------------------- \| ------------------------- \| ------------------------- \| ------------------------- \| ------------------------- \| ------------------------- \| \| 1.º \| Astana \| 13 min 10 s \| 13 min 10 s \| 48.851 km/h \| \| \| 2.º \| Movistar Team \| 13 min 12 s \| + 2 s \| 48.727 km/h \| \| \| 3.º \| Etixx-Quick Step \| 13 min 13 s \| + 3 s \| 48.666 km/h \| \| \| 4.º \| Sky \| 13 min 16 s \| + 6 s \| 48.482 km/h \| \| \| 5.º \| BMC Racing Team \| 13 min 19 s \| + 9 s \| 48.300 km/h \| \| |                  |             |             |             |
| |                  |             |             |             |
| Fuente: ProCyclingStats |                  |             |             |             |
| Clasificación de la etapa |                  |             |             |             |
| Equipo | Equipo           | Tiempo      | Diferencia  | Promedio    |
| 1.º | Astana           | 13 min 10 s | 13 min 10 s | 48.851 km/h |
| 2.º | Movistar Team    | 13 min 12 s | + 2 s       | 48.727 km/h |
| 3.º | Etixx-Quick Step | 13 min 13 s | + 3 s       | 48.666 km/h |
| 4.º | Sky              | 13 min 16 s | + 6 s       | 48.482 km/h |
| 5.º | BMC Racing Team  | 13 min 19 s | + 9 s       | 48.300 km/h |

| \| Clasificación general \| Clasificación general \| Clasificación general \| Clasificación general \| Clasificación general \| \| Ciclista \| Ciclista \| Equipo \| Tiempo \| \| \| --------------------- \| --------------------- \| --------------------- \| --------------------- \| --------------------- \| \| 1.º \| Dmitriy Gruzdev \| Astana \| 3 h 45 min 14 s \| \| \| 2.º \| Dario Cataldo \| Astana \| + 0 s \| \| \| 3.º \| Eros Capecchi \| Astana \| + 0 s \| \| \| 4.º \| Michele Scarponi \| Astana \| + 0 s \| \| \| 5.º \| Gianni Meersman \| Etixx-Quick Step \| + 3 s \| \| |                  |                  |                 |
| |                  |                  |                 |
| Fuente: ProCyclingStats |                  |                  |                 |
| Clasificación general |                  |                  |                 |
| Ciclista | Ciclista         | Equipo           | Tiempo          |
| 1.º | Dmitriy Gruzdev  | Astana           | 3 h 45 min 14 s |
| 2.º | Dario Cataldo    | Astana           | + 0 s           |
| 3.º | Eros Capecchi    | Astana           | + 0 s           |
| 4.º | Michele Scarponi | Astana           | + 0 s           |
| 5.º | Gianni Meersman  | Etixx-Quick Step | + 3 s           |

### Etapa 3
| \| Clasificación de la etapa \| Clasificación de la etapa \| Clasificación de la etapa \| Clasificación de la etapa \| Clasificación de la etapa \| \| Ciclista \| Ciclista \| Equipo \| Tiempo \| \| \| ------------------------- \| ------------------------- \| --------------------------- \| ------------------------- \| ------------------------- \| \| 1.º \| Danny van Poppel \| Team Sky \| 4 h 35 min 47 s \| \| \| 2.º \| Jean-Pierre Drucker \| BMC Racing Team \| + 0 s \| \| \| 3.º \| Gianni Meersman \| Etixx-Quick Step \| + 0 s \| \| \| 4.º \| Pieter Vanspeybrouck \| Topsport Vlaanderen-Baloise \| + 0 s \| \| \| 5.º \| Kristian Sbaragli \| Dimension Data \| + 0 s \| \| |                      |                             |                 |
| |                      |                             |                 |
| Fuente: ProCyclingStats |                      |                             |                 |
| Clasificación de la etapa |                      |                             |                 |
| Ciclista | Ciclista             | Equipo                      | Tiempo          |
| 1.º | Danny van Poppel     | Team Sky                    | 4 h 35 min 47 s |
| 2.º | Jean-Pierre Drucker  | BMC Racing Team             | + 0 s           |
| 3.º | Gianni Meersman      | Etixx-Quick Step            | + 0 s           |
| 4.º | Pieter Vanspeybrouck | Topsport Vlaanderen-Baloise | + 0 s           |
| 5.º | Kristian Sbaragli    | Dimension Data              | + 0 s           |

| \| Clasificación general \| Clasificación general \| Clasificación general \| Clasificación general \| Clasificación general \| \| Ciclista \| Ciclista \| Equipo \| Tiempo \| \| \| --------------------- \| --------------------- \| --------------------- \| --------------------- \| --------------------- \| \| 1.º \| Dmitriy Gruzdev \| Astana \| 8 h 21 min 01 s \| \| \| 2.º \| Dario Cataldo \| Astana \| + 0 s \| \| \| 3.º \| Michele Scarponi \| Astana \| + 0 s \| \| \| 4.º \| Gianni Meersman \| Etixx-Quick Step \| + 3 s \| \| \| 5.º \| José Joaquín Rojas \| Movistar Team \| + 3 s \| \| |                    |                  |                 |
| |                    |                  |                 |
| Fuente: ProCyclingStats |                    |                  |                 |
| Clasificación general |                    |                  |                 |
| Ciclista | Ciclista           | Equipo           | Tiempo          |
| 1.º | Dmitriy Gruzdev    | Astana           | 8 h 21 min 01 s |
| 2.º | Dario Cataldo      | Astana           | + 0 s           |
| 3.º | Michele Scarponi   | Astana           | + 0 s           |
| 4.º | Gianni Meersman    | Etixx-Quick Step | + 3 s           |
| 5.º | José Joaquín Rojas | Movistar Team    | + 3 s           |

### Etapa 4
| \| Clasificación de la etapa \| Clasificación de la etapa \| Clasificación de la etapa \| Clasificación de la etapa \| Clasificación de la etapa \| \| Ciclista \| Ciclista \| Equipo \| Tiempo \| \| \| ------------------------- \| ------------------------- \| ------------------------- \| ------------------------- \| ------------------------- \| \| 1.º \| Nathan Haas \| Dimension Data \| 3 h 15 min 42 s \| \| \| 2.º \| Jean-Pierre Drucker \| BMC Racing Team \| + 0 s \| \| \| 3.º \| Patrick Bevin \| Cannondale-Drapac \| + 0 s \| \| \| 4.º \| Danny van Poppel \| Team Sky \| + 0 s \| \| \| 5.º \| Alekséi Tsatevich \| Katusha \| + 0 s \| \| |                     |                   |                 |
| |                     |                   |                 |
| Fuente: ProCyclingStats |                     |                   |                 |
| Clasificación de la etapa |                     |                   |                 |
| Ciclista | Ciclista            | Equipo            | Tiempo          |
| 1.º | Nathan Haas         | Dimension Data    | 3 h 15 min 42 s |
| 2.º | Jean-Pierre Drucker | BMC Racing Team   | + 0 s           |
| 3.º | Patrick Bevin       | Cannondale-Drapac | + 0 s           |
| 4.º | Danny van Poppel    | Team Sky          | + 0 s           |
| 5.º | Alekséi Tsatevich   | Katusha           | + 0 s           |

| \| Clasificación general \| Clasificación general \| Clasificación general \| Clasificación general \| Clasificación general \| \| Ciclista \| Ciclista \| Equipo \| Tiempo \| \| \| --------------------- \| --------------------- \| --------------------- \| --------------------- \| --------------------- \| \| 1.º \| Gianni Meersman \| Etixx-Quick Step \| 11 h 36 min 46 s \| \| \| 2.º \| Dmitriy Gruzdev \| Astana \| + 0 s \| \| \| 3.º \| Dario Cataldo \| Astana \| + 0 s \| \| \| 4.º \| Michele Scarponi \| Astana \| + 0 s \| \| \| 5.º \| José Joaquín Rojas \| Movistar Team \| + 3 s \| \| |                    |                  |                  |
| |                    |                  |                  |
| Fuente: ProCyclingStats |                    |                  |                  |
| Clasificación general |                    |                  |                  |
| Ciclista | Ciclista           | Equipo           | Tiempo           |
| 1.º | Gianni Meersman    | Etixx-Quick Step | 11 h 36 min 46 s |
| 2.º | Dmitriy Gruzdev    | Astana           | + 0 s            |
| 3.º | Dario Cataldo      | Astana           | + 0 s            |
| 4.º | Michele Scarponi   | Astana           | + 0 s            |
| 5.º | José Joaquín Rojas | Movistar Team    | + 3 s            |

### Etapa 5
| \| Clasificación de la etapa \| Clasificación de la etapa \| Clasificación de la etapa \| Clasificación de la etapa \| Clasificación de la etapa \| \| Ciclista \| Ciclista \| Equipo \| Tiempo \| \| \| ------------------------- \| ------------------------- \| ------------------------- \| ------------------------- \| ------------------------- \| \| 1.º \| Sergio Pardilla \| Caja Rural-Seguros RGA \| 4 h 13 min 34 s \| \| \| 2.º \| Alberto Contador \| Tinkoff \| + 17 s \| \| \| 3.º \| Ben Hermans \| BMC Racing Team \| + 22 s \| \| \| 4.º \| Simon Yates \| Orica-BikeExchange \| + 24 s \| \| \| 5.º \| Igor Antón \| Dimension Data \| + 31 s \| \| |                  |                        |                 |
| |                  |                        |                 |
| Fuente: ProCyclingStats |                  |                        |                 |
| Clasificación de la etapa |                  |                        |                 |
| Ciclista | Ciclista         | Equipo                 | Tiempo          |
| 1.º | Sergio Pardilla  | Caja Rural-Seguros RGA | 4 h 13 min 34 s |
| 2.º | Alberto Contador | Tinkoff                | + 17 s          |
| 3.º | Ben Hermans      | BMC Racing Team        | + 22 s          |
| 4.º | Simon Yates      | Orica-BikeExchange     | + 24 s          |
| 5.º | Igor Antón       | Dimension Data         | + 31 s          |

| \| Clasificación general \| Clasificación general \| Clasificación general \| Clasificación general \| Clasificación general \| \| Ciclista \| Ciclista \| Equipo \| Tiempo \| \| \| --------------------- \| --------------------- \| ---------------------- \| --------------------- \| --------------------- \| \| 1.º \| Alberto Contador \| Tinkoff \| 15 h 50 min 50 s \| \| \| 2.º \| Ben Hermans \| BMC Racing Team \| + 1 s \| \| \| 3.º \| Sergio Pardilla \| Caja Rural-Seguros RGA \| + 1 s \| \| \| 4.º \| Simon Yates \| Orica-BikeExchange \| + 4 s \| \| \| 5.º \| Peter Kennaugh \| Team Sky \| + 11 s \| \| |                  |                        |                  |
| |                  |                        |                  |
| Fuente: ProCyclingStats |                  |                        |                  |
| Clasificación general |                  |                        |                  |
| Ciclista | Ciclista         | Equipo                 | Tiempo           |
| 1.º | Alberto Contador | Tinkoff                | 15 h 50 min 50 s |
| 2.º | Ben Hermans      | BMC Racing Team        | + 1 s            |
| 3.º | Sergio Pardilla  | Caja Rural-Seguros RGA | + 1 s            |
| 4.º | Simon Yates      | Orica-BikeExchange     | + 4 s            |
| 5.º | Peter Kennaugh   | Team Sky               | + 11 s           |

## Clasificaciones finales
- Las clasificaciones finalizaron de la siguiente forma:[4]

### Clasificación general
| Posición | Ciclista           | Equipo                 | Tiempo           |
| -------- | ------------------ | ---------------------- | ---------------- |
|          | Alberto Contador   | Tinkoff                | 15 h 50 min 50 s |
| 2.º      | Ben Hermans        | BMC Racing             | a 01 s           |
| 3.º      | Sergio Pardilla    | Caja Rural-Seguros RGA | m.t.             |
| 4.º      | Simon Yates        | Orica-BikeExchange     | a 04 s           |
| 5.º      | Peter Kennaugh     | Sky                    | a 11 s           |
| 6.º      | Rubén Fernández    | Movistar               | a 16 s           |
| 7.º      | Gianluca Brambilla | Etixx-Quick Step       | a 36 s           |
| 8.º      | Matvey Mamykin     | Katusha                | a 57 s           |
| 9.º      | Igor Antón         | Dimension Data         | a 1 min 04 s     |
| 10.º     | Domenico Pozzovivo | AG2R La Mondiale       | m.t.             |

### Clasificación de la montaña
| Posición | Ciclista         | Equipo                 | Puntos |
| -------- | ---------------- | ---------------------- | ------ |
|          | Omar Fraile      | Dimension Data         | 33     |
| 2.º      | Sergio Pardilla  | Caja Rural-Seguros RGA | 30     |
| 3.º      | Alberto Contador | Tinkoff                | 27     |

### Clasificación por puntos
| Posición | Ciclista            | Equipo           | Puntos |
| -------- | ------------------- | ---------------- | ------ |
|          | Danny van Poppel    | Sky              | 64     |
| 2.º      | Jean-Pierre Drucker | BMC Racing Team  | 60     |
| 3.º      | Gianni Meersman     | Etixx-Quick Step | 42     |

### Clasificación del mejor joven
| Posición | Ciclista       | Equipo                        | Puntos           |
| -------- | -------------- | ----------------------------- | ---------------- |
|          | Matvey Mamykin | Katusha                       | 15 h 51 min 47 s |
| 2.º      | Merhawi Kudus  | Dimension Data                | a 57 s           |
| 3.º      | Alex Aranburu  | Euskadi Basque Country-Murias | a 4 min 34 s     |

### Clasificación por equipos
| Posición | Equipo                 | Tiempo           |
| -------- | ---------------------- | ---------------- |
|          | Movistar               | 47 h 35 min 04 s |
| 2.º      | Caja Rural-Seguros RGA | a 1 min 17 s     |
| 3.º      | Etixx-Quick Step       | a 5 min 09 s     |

## Evolución de las clasificaciones
| Etapa (Vencedor)             | Clasificación general | Clasificación de la montaña | Clasificación por puntos | Clasificación del mejor joven | Clasificación por equipos |
| ---------------------------- | --------------------- | --------------------------- | ------------------------ | ----------------------------- | ------------------------- |
| 1.ª etapa (Danny van Poppel) | Danny van Poppel      | Martijn Tusveld             | Danny van Poppel         | Pablo Torres                  | BMC Racing                |
| 2.ª etapa (CRE) (Astana)     | Dmitriy Gruzdev       | Martijn Tusveld             | Danny van Poppel         | Pablo Torres                  | Astana                    |
| 3.ª etapa (Danny van Poppel) | Dmitriy Gruzdev       | Jochem Hoekstra             | Danny van Poppel         | Eneko Lizarralde              | Astana                    |
| 4.ª etapa (Nathan Haas)      | Gianni Meersman       | Jacques Janse Van Rensburg  | Danny van Poppel         | Eneko Lizarralde              | Astana                    |
| 5.ª etapa (Sergio Pardilla)  | Alberto Contador      | Omar Fraile                 | Danny van Poppel         | Matvey Mamykin                | Movistar Team             |
| Final                        | Alberto Contador      | Omar Fraile                 | Danny van Poppel         | Matvey Mamykin                | Movistar Team             |

## UCI Europe Tour
La Vuelta a Burgos otorga puntos para el UCI Europe Tour 2016, para corredores de equipos en las categorías UCI ProTeam, Profesional Continental y Equipos Continentales. La siguiente tabla corresponde al baremo de puntuación:
| Posición   | 1.º | 2.º | 3.º | 4.º | 5.º | 6.º | 7.º | 8.º | 9.º | 10.º | 11.º | 12.º | 13.º | 14.º | 15.º | 16.º-30.º | 31.º-40.º |
| Puntuación | 200 | 150 | 125 | 100 | 85  | 70  | 60  | 50  | 40  | 35   | 30   | 25   | 20   | 15   | 10   | 5         | 3         |

| Posición | Ciclista           | Equipo                 | Puntos |
| -------- | ------------------ | ---------------------- | ------ |
| 1.º      | Alberto Contador   | Tinkoff                | 200    |
| 2.º      | Ben Hermans        | BMC Racing Team        | 150    |
| 3.º      | Sergio Pardilla    | Caja Rural-Seguros RGA | 125    |
| 4.º      | Simon Yates        | Orica-BikeExchange     | 100    |
| 5.º      | Peter Kennaugh     | Sky                    | 85     |
| 6.º      | Rubén Fernández    | Movistar               | 70     |
| 7.º      | Gianluca Brambilla | Etixx-Quick Step       | 60     |
| 8.º      | Matvey Mamykin     | Katusha                | 50     |
| 9.º      | Igor Antón         | Dimension Data         | 40     |
| 10.º     | Domenico Pozzovivo | AG2R La Mondiale       | 35     |

Además, también otorgó puntos para el UCI World Ranking (clasificación global de todas las carreras internacionales).
| Posición              | 1º  | 2º  | 3º  | 4º  | 5º | 6º | 7º | 8º | 9º | 10º |
| Clasificación general | 200 | 150 | 125 | 100 | 85 | 70 | 60 | 50 | 40 | 35  |
| Por etapa             | 20  | 10  | 5   |     |    |    |    |    |    |     |
| Líder                 | 5   |     |     |     |    |    |    |    |    |     |

| Posición | Ciclista           | Equipo                 | General | Etapa | Líder | Total |
| -------- | ------------------ | ---------------------- | ------- | ----- | ----- | ----- |
| 1.º      | Alberto Contador   | Tinkoff                | 200     | 10    | 5     | 215   |
| 2.º      | Ben Hermans        | BMC Racing Team        | 150     | 5     | -     | 155   |
| 3.º      | Sergio Pardilla    | Caja Rural-Seguros RGA | 125     | 20    | -     | 145   |
| 4.º      | Simon Yates        | Orica-BikeExchange     | 100     | -     | -     | 100   |
| 5.º      | Peter Kennaugh     | Sky                    | 85      | -     | -     | 85    |
| 6.º      | Rubén Fernández    | Movistar               | 70      | 10    | -     | 80    |
| 7.º      | Gianluca Brambilla | Etixx-Quick Step       | 60      | 5     | -     | 65    |
| 8.º      | Matvey Mamykin     | Katusha                | 50      | -     | -     | 50    |
| 9.º      | Danny van Poppel   | Sky                    | -       | 40    | 10    | 50    |
| 10.º     | Igor Antón         | Dimension Data         | 40      | -     | -     | 40    |